# Ołena Łukasz
Ołena Łeonidiwna Łukasz, ukr. Олена Леонідівна Лукаш, ros. Елена Леонидовна Лукаш (ur. 12 listopada 1976 w Rybnicy) – ukraińska prawniczka i polityk, deputowana do Rady Najwyższej V i VI kadencji, w latach 2012–2013 minister gabinetu ministrów, następnie do 2014 minister sprawiedliwości.

## Życiorys
Urodziła się w Mołdawii, jednak od 1977 do 1995 mieszkała w Siewierodoniecku. W 2000 ukończyła studia w Akademii Pracy i Stosunków Społecznych przy Federacji Związków Zawodowych Ukrainy w Kijowie, po czym pracowała m.in. jako wykładowczyni prawa w Ukraińskiej Akademii Handlu Zagranicznego. Została członkinią rady i komitetu wykonawczego Związku Prawników Ukrainy oraz członkinią Związku Adwokatów Ukrainy.
W 2004 włączyła się w kampanię prezydencką po stronie obozu rządowego, reprezentowała Wiktora Janukowycza przed Sądem Najwyższym Ukrainy. W 2005 była obrończynią Borysa Kołesnikowa, tymczasowo aresztowanego w związku z zarzutami wymuszenia. Od 2005 zasiadała w zarządzie Związku Młodzieży Regionów Ukrainy. W 2006 uzyskała mandat posłanki do Rady Najwyższej Ukrainy z ramienia Partii Regionów. 10 listopada 2006 została mianowana zastępcą ministra stanu ds. prawnych w rządzie Wiktora Janukowycza. W 2007 uzyskała reelekcję do Rady Najwyższej jako posłanka VI kadencji.
Po zwycięstwie Wiktora Janukowycza w kolejnych wyborach prezydenckich złożyła mandat poselski, obejmując w marcu 2010 stanowisko zastępcy szefa Administracji Prezydenta Ukrainy. Funkcję tę pełnił wówczas Serhij Lowoczkin, uchodzący za jej politycznego protektora. W kwietniu 2011 przeszła na stanowisko doradcy ukraińskiego prezydenta, był też jego przedstawicielem w sądzie konstytucyjnym. Od grudnia 2012 do lipca 2013 sprawowała urząd ministra gabinetu ministrów w drugim rządzie Mykoły Azarowa. Następnie została powołana na stanowisko ministra sprawiedliwości, kończąc urzędowanie w lutym 2014 po wydarzeniach Euromajdanu i zmianie władzy na Ukrainie.